# العلاقات الأوغندية السودانية
العلاقات الأوغندية السودانية هي العلاقات الثنائية التي تجمع بين أوغندا والسودان.

## مقارنة بين البلدين
هذه مقارنة عامة ومرجعية للدولتين:
| وجه المقارنة                                              | أوغندا                        | السودان                     |
| --------------------------------------------------------- | ----------------------------- | --------------------------- |
| المساحة (كم2)                                             | 241.04 ألف                    | 1.89 مليون                  |
| عدد السكان (نسمة)                                         | 42.86 مليون                   | 40.53 مليون                 |
| الكثافة السكانية (ن./كم²)                                 | 177.81                        | 21.44                       |
| العاصمة                                                   | كامبالا                       | الخرطوم                     |
| اللغة الرسمية                                             | لغة إنجليزية، اللغة السواحلية | اللغة العربية، لغة إنجليزية |
| العملة                                                    | شيلينغ أوغندي                 | جنيه سوداني                 |
| الناتج المحلي الإجمالي (بليون دولار)                      | 25.89 مليار                   | 117.49 مليار                |
| الناتج المحلي الإجمالي (تعادل القوة الشرائية) بليون دولار | 72.25 مليار                   | 176.55 مليار                |
| الناتج المحلي الإجمالي الاسمي للفرد دولار أمريكي          | 705                           | 2.41 ألف                    |
| الناتج المحلي الإجمالي للفرد دولار أمريكي                 | 1.77 ألف                      | 4.07 ألف                    |
| مؤشر التنمية البشرية                                      | 0.483                         | 0.479                       |
| رمز المكالمات الدولي                                      | +256                          | +249                        |
| رمز الإنترنت                                              | .ug                           | سودان                       |
| المنطقة الزمنية                                           | ت ع م+03:00                   | ت ع م+03:00، ت ع م+02:00    |

## منظمات دولية مشتركة
يشترك البلدان في عضوية مجموعة من المنظمات الدولية، منها:
| علم المنظمة | اسم المنظمة                                 | تاريخ انضمام أوغندا | تاريخ انضمام السودان |
| ----------- | ------------------------------------------- | ------------------- | -------------------- |
|             | الاتحاد البريدي العالمي                     | ?                   | ?                    |
|             | يونسكو                                      | 9 نوفمبر 1962       | 26 نوفمبر 1956       |
|             | البنك الدولي للإنشاء والتعمير               | 27 سبتمبر 1963      | 5 سبتمبر 1957        |
|             | البنك الإفريقي للتنمية                      | ?                   | ?                    |
|             | منظمة الشرطة الجنائية الدولية               | ?                   | ?                    |
|             | الأمم المتحدة                               | 25 أكتوبر 1962      | 12 نوفمبر 1956       |
|             | الاتحاد الأفريقي                            | ?                   | ?                    |
|             | مجموعة دول أفريقيا والكاريبي والمحيط الهادئ | ?                   | ?                    |
|             | مؤسسة التنمية الدولية                       | 27 سبتمبر 1963      | 24 سبتمبر 1960       |
|             | منظمة التعاون الإسلامي                      | ?                   | ?                    |
|             | وكالة ضمان الاستثمار متعدد الأطراف          | 10 يونيو 1992       | 7 نوفمبر 1991        |
|             | الاتحاد الدولي للاتصالات                    | 8 مارس 1963         | 23 أكتوبر 1957       |
|             | مؤسسة التمويل الدولية                       | 27 سبتمبر 1963      | 21 أكتوبر 1960       |
|             | الفريق المعني برصد الأرض                    | ?                   | ?                    |
|             | منظمة حظر الأسلحة الكيميائية                | ?                   | ?                    |
|             | المركز الدولي لتسوية المنازعات الاستشارية   | 14 أكتوبر 1966      | 9 مايو 1973          |

## وصلات خارجية
- موقع وزارة الخارجية الأوغندية
- موقع وزارة الخارجية السودانية